# Santibáñez de la Lomba
Santibáñez de la Lomba es una localidad de España perteneciente al municipio de Riello, provincia de León, comunidad autónoma de Castilla y León. Antiguamente formaba parte del concejo omañés de La Lomba de Campestedo.

## Geografía física
Santibáñez de la Lomba se encuentra en el valle amesetado de La Lomba, en el límite meridional  de la cordillera Cantábrica y al este de la sierra de Gistredo. Está situado a 1163 m s. n. m., entre las poblaciones de Folloso y Campo la Lomba. El río Negro, afluente del Omaña transcurre al sur de la localidad.
La población se encuadra en la variante Csb de la clasificación climática de Köppen,  es decir un clima mediterráneo de veranos suaves; la media del mes más cálido no es superior a 22 °C pero se alcanzan los 10 °C durante cinco o más meses del año, y las temperaturas medias anuales se encuentran por debajo de los 9 °C; las precipitaciones están cerca de los 1000 mm anuales y en invierno son a menudo en forma de nieve y los veranos suelen ser secos.

## Naturaleza
Santibáñez se encuentra dentro de la Reserva de la Biosfera de los valles de Omaña y Luna
 y es un Lugar de Importancia Comunitaria (LIC) y  Zona de Especial Protección para las Aves (ZEPA).
En las cotas más altas abundan los piornos (escobas), urces, sabinas y uvas de oso. Este tipo de vegetación de matorral suele ocupar suelos pobres y tierras centenales abandonadas. También son notables los pastizales de alta montaña o brañas. Otras especies vegetales abundantes son los endrinos, arandaneros los chopos, negrillos y alisos, los abedules y los rebollos
En lo que concierne a la fauna, abundan los corzos y jabalíes; se encuentran también ejemplares del lobo ibérico y especies endémicas de la montaña noroccidental, como la liebre de piornal. Entre las aves se pueden mencionar  las águilas reales, los halcones peregrinos, los alcaudones dorsirrojos y las perdices pardillas. La población forma parte del territorio de dos importantes especies  amenazadas: el oso pardo y el urogallo cantábrico.

## Geografía humana
Santibáñez es  un núcleo de pequeño tamaño, típico del hábitat semi-disperso común en Omaña. Según el Instituto Nacional de Estadística de España, la población era de dieciocho habitantes en 2015, de los que diez eran hombres, y ocho mujeres. Según los datos de Miñano, en el siglo XVIII, el pueblo tenía 40 vecinos. El descenso demográfico es consecuencia de la emigración que se produjo durante el siglo XX y del consiguiente envejecimiento de la población.
| Gráfica de evolución demográfica de Santibáñez de la Lomba entre 2000 y 2015                          |
| |
| Población según la relación de unidades poblacionales del Instituto Nacional de Estadística (España). |